# 2023年の香港選挙改革
| 2019年区議会選挙 議席：479席 内訳：- 民選議席（452） - 当然議席（郷事委員会主席、27） | 2023年区議会選挙 議席：470席 内訳：- 民選議席（88） - 当然議席（郷事委員会主席、27） - 地区委員会界別（176） - 委任議席（179） |

区議会の議席配分：

2023年の香港選挙改革（2023ねんのホンコンせんきょかいかく）、正式名称「完善地区治理建議方案」とは、香港特別行政区政府が2023年5月2日が区議会について提出した改革案である。その中では、直接選挙によって選出される議席が大幅に削減され、全体の2割未満となり、4割の議席は間接選挙によって選出され、残りの4割は行政長官による任命とされた。李家超行政長官は、この改革は「国家の安全を守り、『愛国者による香港統治』の原則を実現し、反中乱港勢力や香港独立の扇動者が修例風波を継続すること、また2019年の選挙で圧倒的な勝利を収めたことによって香港社会を操り、麻痺させたことを防止する」ために必要であると述べた。改革案は第七期香港立法会において2023年7月6日に第三読会を通過し、全会一致で改正法案が可決された。さらにその3日後に官報に掲載され、施行された。

## 背景
2019年、行政長官の林鄭月娥は「逃亡犯条例改正案」を推進し、これが大規模な抗議活動を引き起こし、警察とデモ参加者の間で暴力的な衝突へと発展した。同年11月、第6回区議会選挙では民主派が予想外の勝利を収め、全議席の約9割と18の区議会のうち17を掌握した。この結果は、抗議運動に対する事実上の住民投票とみなされた。
2020年6月まで、民主派は区議会で反修例運動に関連する議案を提出し、当局の行動に対する追及や、警察の暴力行為への非難によって、デモ全体への支持を示した。このような行動は中国共産党中央および特区政府によって「国家分裂」「港独（香港独立）」を宣伝するものとみなされ、これを根拠に港区国安法が制定され、さらに2021年には「宣誓及声明条例（香港法例第101章）」が改正され、区議員は特区および基本法への忠誠を誓うことが求められた。この法案可決に際して、数十名の区議員がこの規定に反対して辞職した。2021年7月、政府が民主派議員の宣誓を禁じ、就任以来の報酬や手当を回収する計画を立てているとの噂が流れ、60名以上の議員が辞職し、さらに8名は拘束されるか、国安法違反などの理由で香港を離れることとなった。その結果、民主派は複数の区議会で主導権を失った。その後、全香港の区議員が段階的に宣誓を完了し、49名の議員は宣誓が無効とされ免職された。最終的に、7割以上の席が空席となり、いくつかの区議会は人数不足で機能しなくなったが、当局は「抗疫を優先する」という理由で補欠選挙を実施しなかった。
2021年5月、第13期全国人民代表大会は香港の選挙制度改革を開始し、行政長官および立法会選挙制度の改善が行われた。改正後、建制派は2021年12月の立法会選挙で90議席中89議席を獲得し、2022年5月には無競争の行政長官選挙が行われ、警察出身の李家超が再選を断念した林鄭月娥に代わり香港第6代行政長官に就任した。
『星島日報』の2023年2月の報道によれば、国務院香港澳門事務辦公室主任夏宝龍は深圳にて香港代表団と面会後、区議会の大規模改革に合意した。改革により、直接選挙による議席は大幅に減少し、全体の三分の一にまで縮小され、残り三分の二は間接選挙または任命で決定されることとなった。また、選挙方式も単純小選挙区制から単記非移譲式投票制へ変更されることとなった。
李家超行政長官は2023年5月2日に改革案を発表し、区議会を民生問題に焦点を当てさせること、政治的要素の排除、国家安全を守ること、愛国者治港の確保、暴力分子による議会操縦と麻痺の防止を強調した。李はこの改革が後退ではなく、過去に「間違った道を行った」ものであると述べ、改革後の区議会はより代表性を持つようになると説明した。 2023年7月6日、第7期立法会は三読で「2023年区議会修訂条例草案」を出席議員89人中88票の賛成、反対・棄権なしで通過させた。2023年7月10日、「2023年区議会修訂条例草案」は公告され発効した。

## 内容
李家超は、区議会改革案が国家安全を最優先の課題としており、一国二制度を忠実に実行することを指針として、愛国者治港と行政主導の原則を確保することを目的としていると述べた：
- 指定公務員である民政事務専員が区議会主席を務め、区議会の職務を指導する権限を与えられるとともに、区議会議員の互選による主席選出が廃止され、区議会副主席職も廃止された。
- 区議会の構成は変更され、議員は委任、地区委員会界別選挙、地方選挙区選挙、当然議員によって選出されることになった：内訳として、179席は委任議席、176席は地区委員会界別選挙による議席、88席は地方直接選挙による議席となり、それぞれ議員数の約40%、40%、20%を占めることになる。さらに、新界の27議席は伝統的に郷事委員会主席が担う当然議員議席として残され、全体で470席となり、従来の479席にほぼ相当することとなった。
- 地区委員会界別選挙は、各地域の分区委員会、地区撲滅罪行委員会、地区消防安全委員会（通称「地区三会（中国語版）」）の委員により連記投票で行われ、候補者は三会に所属しない者でも立候補することができる。
- 地方直選の88席については、18区が元の452単一議席選挙区から44の二議席選挙区に再編され、単記非移譲式投票による二議席選挙区制（中選挙区に類似）が採用されることになった。選挙では、選挙区内の有権者が1人の候補者に投票し、最も多くの票を得た2人が当選することになる。候補者は、地域内50人の有権者からの推薦を受けるとともに、地域三会各会から3名の推薦を受ける必要がある。
- 区議会には資格審査制度が導入される。行政長官の下に設立された区議会資格審査委員会によって、すべての候補者、委任議員、当然議員が中華人民共和国香港特別行政区基本法を擁護し、中華人民共和区香港特別行政区に忠誠を誓うこと（擁護《基本法》、效忠特區）を確認する仕組みが整備されることになった。
- 区議会に議員の職務履行監査制度が創設される。区議会主席が他の3名の議員の署名を得るか、区議会の会議で提案を通過させた場合、民政及青年事務局局長が指名する第三者1名と、その他4名の当該区外の区議会議員で構成される監察委員会によって調査され、問題の重大性に応じて、注意、警告、罰金、職務停止、報酬や手当の減額等の処罰が提案される仕組みが導入されることになる。

## 反応

### 学者
香港中文大学の政治学者である馬嶽は、区議会の中で選挙による議席が2割未満となることは「後退」であり、区議会が地域の事務を管理する民選議会から政府が任命する諮問委員会に変わることで、民意を反映するスペースが狭くなると批判している。
一方、中華港澳研究会顧問である劉兆佳は、北京が一部民選議席を認めるのは、民選議員の改革への支持を引き寄せるためであり、民主派に生存空間を残し、彼らに「愛国者」へ転向し選挙へ参加する機会を与えるためだと述べた。また、劉は改革案が「後退」という批判を否定し、区議会は行政機関を補助するものであり、香港の民主主義発展の手段として見るべきではないと主張した。

### 建制派
建制派はこの計画を一致して支持した。民主建港協進連盟は、改革が国家安全と愛国者治港を維持するのに役立ち、さまざまな背景を持つ専門家を区議会議員に登用するための多様なチャネルを開くものであると述べている。香港工会連合会は、新たな議席配分が各界の均衡の取れた参加を保証することに同意した。香港経済民生聯盟は、改革が区議会の諮問機能を回復し、民生問題の解決にさらに焦点を当てるものであると述べた。

### 中間派
新思維の主席であり、立法会議員の狄志遠は、政治環境や選挙制度がどうであれ、少しでも機会があれば積極的に争い、獲得するべきだと述べた。新思維は区議会選挙に積極的に参加し、選挙での役割や社会への責任を果たしたいと考えているが、党の力は限られており、今回の挑戦は容易ではないことも理解していると語った。

### 民主派
民主党主席の羅健熙は、区議会の民主的要素と機能は縮小されると指摘し、自らの政党が候補者指名を得ることは困難になるだろうと述べた。その理由として、政府が「三会」を掌握していることを挙げた。
民主民生協進会副主席であり、深水埗区議会議員の李庭豊は、民政事務専員が区議会主席を務めることについて批判し、これは行政主導の統治が「小特首（ミニ行政長官）」へと移行するものであると述べた。

### 政府
2023年10月、記者から一部の非建制派や民主派の人々が推薦を得られなかったことについて質問された際、李家超行政長官は行政会議に出席する前の記者会見で、区議会選挙は「公平・公正・公開」であると述べ、十分な推薦を得られなかった立候補者について「自分がなぜ問題があったのかを研究しなければならない」とし、引き続き努力すべきだと語り「票は簡単に手に入るものではない」と表現した。同時に、推薦する側には、立候補を希望する人物が「愛国・愛港」であり、基本法を真摯に擁護し、香港特別行政区に忠誠を誓っているかを確認する責任があると強調した。